# Sân vận động Olímpico Metropolitano
Sân vận động Olímpico Metropolitano (tiếng Tây Ban Nha: Estadio Olímpico Metropolitano) là một sân vận động đa năng ở San Pedro Sula, Honduras. Hiện tại sân được sử dụng chủ yếu cho các trận bóng đá và cũng có cơ sở vật chất cho điền kinh. Sân vận động có sức chứa 37.325 chỗ ngồi.

## Lịch sử
Sân được xây dựng vào năm 1997 cho Đại hội Thể thao Trung Mỹ lần thứ VI được tổ chức ở đây. Sân được xây dựng bởi Jerónimo Sandoval, được biết đến hầu hết với tên là "Chombo Sandoval", ông là người tổ chức Đại hội Thể thao Trung Mỹ 1997 tại San Pedro Sula, gây ra nhiều tranh cãi. Sau khi kết thúc đại hội, sân trở thành sân vận động lớn nhất nước này và chiếm ngôi từ sân vận động Quốc gia về danh hiệu đó. Sân đã được sử dụng làm sân nhà của đội tuyển bóng đá quốc gia Honduras từ vòng loại giải vô địch bóng đá thế giới 1998, với sân vận động Quốc gia lưu trữ một số trò chơi bật và tắt. Khi Sandoval xây dựng sân vận động, ông đã nhận thấy rằng phía trước sân vận động hiển thị một chữ "H" lớn bởi sự trùng hợp. Khi điều này được phát hiện, hình vẽ được sơn màu xanh để thể hiện màu sắc của đội tuyển bóng đá quốc gia Honduras.
Trước khi rời văn phòng, cựu thị trưởng San Pedro Sula Oscar Kilgore đã cố gắng đổi tên sân vận động thành José de la Paz Herrera, một huấn luyện viên bóng đá nổi tiếng người Honduras và là huấn luyện viên duy nhất tại thời điểm đó đã cùng Honduras giành quyền tham dự World Cup. Động thái này bị phản đối kịch liệt bởi câu lạc bộ Deportivo Marathón và cuối cùng đã phải từ bỏ.

## Trận đấu
Trận đấu đầu tiên của giải: 1 tháng 3 năm 1998. Olimpia 3-2 Marathón với các bàn thắng của Denilson Costa, Dolmo Flores và Rudy Williams cho Olimpia. Với Marathón là Juan 'Montuca' Castro và Jaime Rosales.